# Yōsuke Yamamoto
Pour les articles homonymes, voir Yamamoto.
Yōsuke Yamamoto (山本 洋祐, Yamamoto Yōsuke) est un judoka japonais né le 22 juin 1960 dans la préfecture de Kumamoto.

## Biographie
Il dispute les Jeux olympiques d'été de 1988 à Séoul où il remporte une médaille de bronze.

## Palmarès

### Jeux olympiques
- Jeux olympiques d'été de 1988 à Séoul
  -  Médaille de bronze en -65 kg[1]

### Championnats du monde
- Championnats du monde de judo 1987 à Essen
  -  Médaille d'or en -65 kg

### Jeux asiatiques
- Jeux asiatiques de 1986 à Essen
  -  Médaille d'argent en -65 kg